# Plethodontohyla minuta
Plethodontohyla minuta és una espècie de granota que viu a Madagascar.
Està amenaçada d'extinció per la pèrdua del seu hàbitat natural.